# Dušan Pala
Dušan Pala (25. května 1924, Libošovice – 14. listopadu 1945, Praha) byl nadaný český prozaik a básník, který předčasně zemřel.

## Život
Jeho otec byl český hudební vědec František Pala. Po dětství v Libošovicích se Dušan Pala v deseti letech s rodiči přestěhoval do Prahy. Zde vychodil reálné gymnázium, na kterém maturoval v roce 1943. V té době byly české vysoké školy uzavřeny, Dušan Pala pracoval rok jako totálně nasazený. Při práci utrpěl vážný úraz ruky a byla mu přiznána invalidita. Po znovuotevření vysokých škol v roce 1945 se přihlásil ke studiu filozofie a češtiny na Karlově univerzitě. Úspěšně studoval a současně připravoval vydání svých děl. Dílo Dušana Paly oceňoval literární vědec Václav Černý. Editorem děl Dušana Paly byl spisovatel Josef Knap.
Život ukončil sebevraždou.

## Dílo
Dušan Pala je považován za nejvýznamnější talent české prozaické existenciální generace. Knižně vyšlo:
- Krev a popel (básně 1940-1945, úvod Za Dušanem Palou napsal Albert Pražák, kresby Marcel Stecker, Praha, J. Pávek a spol., 1946)
- Stromy a kamení (prózy, doslov napsal Josef Knap, Praha, Topičova edice, 1947)
- Stromy a kamení (Praha, Akropolis, 2013)